# Cataulacus trapobanae
Cataulacus trapobanae é uma espécie de formiga do gênero Cataulacus, pertencente à subfamília Myrmicinae.